# KCOM Stadium
KCOM Stadium är den engelska fotbollsklubben Hull Citys hemmaarena.